# Герб Рязанської області

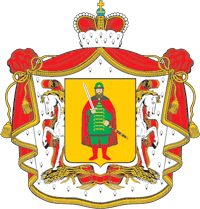
Герб Рязанської області

Герб Рязанської області є символом Рязанської області, був прийнятий 6 серпня 1997 року.

## Опис
Геральдичний опис герба Рязанської області говорить: У золотому полі князь у зеленій, прикрашеній золотом і опушеній чорним соболиним хутром шапці й у зеленому одіянні, з накинутою на плечах червленою опанчею і в червлених чоботах, тримає в правій руці срібний меч, у лівій — чорні, прикрашені золотом піхви; каптан і опанча мають чорну соболину опушку й золоті застібки.
Щитотримачі — срібні, із золотими гривами, чорними копитами й червленими язиками коні на золотому, що виходять з-поза щита на підніжжі у вигляді схиленого золотого хлібного колосся. Щит оточений червленням, що має тонкі — звичайну й внутрішню — золоті облямівки орденською стрічкою, а також покритий червленою, підбитою горностаєм мантією, із золотою бахромою, шнурами й китицями.
Герб увінчано великокнязівською шапкою (короною) особливого виду.